# هكذا العالم (مسرحية)
هكذا العالم مسرحية كتبها الكاتب المسرحي الإنجليزي وليم كونجريف. وعُرِضت لأول مرة في أوائل مارس 1700 في مسرح في أكبر ميادين لندن. وتعتبر عمومًا واحدة من أفضل المسرحيات الكوميديا الترميمية ولا تزال تؤدى في بعض الأحيان. وفي ذلك الوقت، انتقضت المسرحية العديد من الجمهور على بقائهم على فجور العقود السابقة، لذا لم يكن لها استقبالًا حسنًا.

## الشخصيات
تدور أحداث المسرحية حول العاشقين ميرابيل وميلامانت (واللذان أدى دورهما جون فيربروجن وآن براسيجيردل). ومن أجل أن يتزوجا ويحصلا على مهر ميلمنت كاملًا، يجب على ميرابيل أن ينال رضاء عمة ميلمنت، السيدة ويشفورد. ولكن للأسف السيدة ويشفورد هي امرأة جافية جدًا تحتقر ميرابيل، وتريد أن ييزوج ميلامانت من ابن أختها السيد ويتوود.
شخصية أخرى وهي السيد فينال تربطه علاقة سرية بالسيدة مارود، صديقة زوجته، التي في الوقت ذاته، كانت تربطها علاقة سرية بميرابيل.
وفي ذاك الحين، يتزوج خادم ميرابيل من فويبل خادمة السيدة ويشفورد. أما ويتويل فيتعدي بأنه السير رولاند وأنه رهن إشارة ميرابيل، محاولًا خداع السيدة ويشفورد بخطبتها زيفًا.